# Petite-Chaux
 Petite-Chaux  es una comuna y población de Francia, en la región de Franco Condado, departamento de Doubs, en el distrito de Pontarlier y cantón de Mouthe.
Su población en el censo de 1999 era de 129 habitantes.
Está integrada en la Communauté de communes des Hauts du Doubs .

## Demografía
| 120 | 114 | 64 | 77 | 128 | 129 |
| Para los censos de 1962 a 1999 la población legal corresponde a la población sin duplicidades (Fuente: INSEE [Consultar]) |     |    |    |     |     |

- Datos: Q909967
- Multimedia: Petite-Chaux / Q909967

1. ↑  Worldpostalcodes.org, código postal n.º 25240.
2. ↑  INSEE, Datos de población para el año 2012 de Petite-Chaux (en francés).